# Léon Kalothétos
Léon Kalothétos, membre de la noblesse byzantine, est né sur l'île de Chios. 
Chios était depuis 1303 un fief de la famille des Zaccaria. Ces derniers y assuraient la sécurité contre les navires turcs pirates ou corsaires. Sous la direction de Martin Zaccaria (1314-1329) Chios était une place prospère. Les Turcs avaient été repoussés et Philippe Ier de Tarente espérait bénéficier du soutien de Martin Zaccaria pour sa reconquête de Constantinople. Toutefois, en 1329, Léon Kalothétos prend la direction d'un mouvement de révolte des Grecs habitant sur l'île. L'empereur byzantin Andronic III, se méfiant de la puissance de Martin Zaccaria vint au secours des rebelles avec une flotte de 105 navires. Martin fut fait prisonnier et Andronic III fit de Léon Kalothétos le nouveau gouverneur de l'île. Ce dernier ne put cependant pas s'opposer à la prise de l'île par les Génois durant la guerre civile (1341-1347) entre Jean VI Cantacuzène et plusieurs personnalités politiques de l'Empire byzantin tels qu'Alexis Apokaukos ou Anne de Savoie.
En 1349, Jean VI réussit à obtenir de Gènes la rétrocession de l'île après une période de 10 au cours de laquelle, Léon Kalothétos dirigea la population grecque de l'île. L'opposition de Simone Vignosi, gouverneur génois de l'île fut brisée et Léon Kalothétos reçut de surcroît l'administration de Phocée qui redevenait byzantine. En 1358, Léon Kalothétos intervint dans une situation de tension entre les Ottomans et l'Empire byzantin. Halil, le fils du sultan ottoman Orkhan avait été capturé par des pirates grecs de Phocée et Jean V Paléologue (coempereur avec Jean VI depuis la fin de la guerre civile) demanda à Kalothétos de libérer Halil. Cependant Léon Kalothétos exigea la somme 100 000 hyperpères pour la libération qui eut finalement lieu.

## Sources
- Louis Bréhier, Vie et mort de Byzance, éditions Albin Michel, 2006.
- Donald M. Nicol, Les Derniers Siècles de Byzance (1261-1453), éditions Texto, trad. par Hugues Defrance, 2008.